# François-Joseph Noizet
François-Joseph Noizet (Paris, França,  19 de janeiro de 1792 -  Charleville-Mezieres, 30 de Abril de 1885),  foi um general e escritor francês, porém seu maior reconhecimento se deu por seu trabalho com o magnetismo animal.

## Biografia
François Noizet nasceu no dia 19 de janeiro de 1792 em Paris.
Aos dezoito ano iniciou sua carreira militar  como alferes pela Escola de Engenharia em 1810, alçou patente de tenente-coronel em 1837 e aos 48 anos angariou o cargo de coronel em 1840. No dia 28 de dezembro de 1846 tornou-se brigadeiro e Major General à 22 de dezembro de 1851. Sua maior patente foi de Grande Oficial da Legião de Honra no dia 24 de dezembro de 1856.

## O Magnetismo animal e seus últimos dias
Contam-no como magnetizador discípulo direto de José Custódio da Faria e também um aprendiz de André-Marie Ampère.
Ele era um amigo próximo de um jovem magnetista, Dr. Alexandre Bertrand, cujo Traité du somnambulisme (Tratado de sonambulismo)  de 1823 foi o primeiro estudo científico sistemático de fenômenos magnéticos. É principalmente através da assunção de um fluido vital que o autor explica o fenômeno interessante que ele descreve em seu livro de memórias abordada em 1820 para a Royal Academy de Berlim. Porém mais tarde começa a crer na teoria imaginacionista e desliga-se definitivamente com Bertand do fluido magnético.
Aposentado em Charleville, François-Joseph Noizet morre em 30 de abril de 1885 aos 93 anos de idade.

## Obras
- Principes de fortification 1859
- Mémoire sur le somnambulisme et le magnétisme animal, adressé en 1820 à l'Académie royale de Berlin et publié en 1854
- Mémoire en réponse a l'ouvrage de m. le général de division Prévost de Vernois ayant pour title De la fortification depuis Vauban 1862
- Examen philosophique du livre de M. Lettré intitulé Médecine et médecins 1775
- Le dualisme ou la métaphysique dédnite de l'observation 1772
- Mélanges de philosophie critique, par le général Noizet 1773
- Mémoire en réponse à l'ouvrage de ... Prévost de Vernois ayant pour titre De la Fortification  depuis Vauban, etc 1862
- Études philosophiques 1864
- Examen philosophique du livre de M. Littré intitulé Médecine et Médeins 1875